# Xanto: Novelucha libre
Xanto: Novelucha libre es una novela fantástica del escritor mexicano José Luis Zárate. Se publicó en 1994 y puede apreciarse un homenaje del autor a el Santo, un deportista mexicano de lucha libre que se convirtió en estrella de cine protagonizando varias películas fantásticas, de horror y de ciencia ficción principalmente durante los años 1960s.
En el libro, el luchador aparece con el nombre estilizado de Xanto en lugar de Santo debido a que es una marca registrada. Hay una fuerte influencia del horror cósmico creado por el escritor estadounidense Howard Phillips Lovecraft, pero en buena medida adaptados a la realidad mexicana, al igual que de la novela negra por la forma y ambientación del trabajo detectivesco realizado por el héroe de la historia.
Se aprecia una influencia de diferentes obras de la ciencia ficción que se escribieron durante la Guerra Fría y hacían referencia al Apocalipsis, como Usurpadores de cuerpos de Jack Finney.

## Reedición
En 2015, Ediciones Castillo lanza la reedición en un formato de 13 x 21cms, con un total de 264 páginas. 